# Мала Јерменија
Мала Јерменија (јерм. Փոքր Հայք — Покр Хаик, лат. Armenia Minor), представљала је историјску област насељену Јерменима, прије свега западно и сјеверозападно од древног Краљевства Јерменије (такође познато и као Краљевина Велика Јерменија). Много касније, под Ромејским царством, област је била укључена у тему Арменијаку.

## Географија
Мала Јерменија била је дио историјске Јерменије и Јерменске висоравни, која се протезала западно и сјеверозападно од Еуфрата. Области је надјенут овај назив да би се разликовала од много већег, источног дијела историјске Јерменије — Велике Јерменије.
Површина територије варирала је од 70 до 130 хиљада квадратних километара.
Границе административних подела Мале Јерменије мењале су толико често да је немогуће утврдити њихов тачан положај.
Постојале су три римске провинције:
- Прва Јерменија (Armenia Prima) — захватала је Понт и Кападокију. Главни град био је Кесарија Кападокијска, а њој су припадали и градови Евдокија (Евдоксија), Никопољ, те тврђаве Цамндав и Кизистра.
- Друга Јерменија (Armenia Secunda). Главни град био је Севастија. На њеној територији налазили су се и градови Лизистра, Авала и Турике-Акн.
- Трећа Јерменија (Armenia Tertia). Главни град био је Мелитена, истакнуто војно-трговачко средиште у Малој Азији. На њеној територији налазили су се и градови Самосата, Кесун, Бардзрберд, Рапан, Улнија-Пехетни, насеља Вардахер, Парзман, Кокисон и тврђава Шахасп.

## Рана историја
Од 6. вијека прије Христа територијом Мале Јерменије владала је династија Евандида (јерм. Երուանդունի), који су били поданици Ахеменидског царства. Рано јерменско краљевство добило је назив Сатрапија Јерменија.
Неко вријеме након смрти Александра Великог, Митридат, персијски племић из Мале Азије, прогласио се краљем области која је касније постала позната као Понтска краљевина. Времаном је ова краљевина обухватала и Малу Јерменију.

### Римско-персијски ратови
Јерменија је била предмет спора између Рима и Партије током римско-персијских ратова од 66. године прије нове ере па све до 2. вијека нове ере. Римски утицај је прво успостављен Помпејевим походом 66-65 прије нове ере, а затим је обновљен 59. године нове ере, након римско-партског рата. Био је то покушај да се ријеши тз „јерменско питање” — да се од Јерменије начини римска провинција. Током крвавог похода, римски војсковођа Корбуло „убијао је све одрасло становништво и продаво у робље све који нису били способни да носе оружје.” Након освојења обеју престоница — Атрашата и Тигранакерта — Јерменију, ипак, није успио начинити провинцијом, али је зато успио низложити с власти краља Тиридата I и поставити на пријесто свога штићеника Тиграна VI. Убрзо су Парћани, након ратног сукоба са Тиграном, повратили Тиридата I на власт, прихватајући услов испостављен са римске стране — да убудуће јерменски краљеве потврђује римски император.

## Мала Јерменија под Римским и Ромејским царством
Цијела Јерменија постала је римска провинција 114. године нове ере, у вријеме владавине цара Трајана. Но, убрзо је постала вазална краљевина, након што су је напустиле римске легије 118. године. Мала Јерменија је, уопштено говорећи, укључена у Римско царство заједно са Мелитеном и Катаонијом у провинцију Кападокију. Састојала се из пет округа: Орбалисене на сјеверу, Етулане (јужно од ње), Еретике, затим Орсене и, коначно, Орбесине на крајњем југу.
Парћански цар Вологез IV одузео је римљанима Јерменију 161. године. Двије године касније (163), након римског контранападa којим је руководио Марко Стације Приск, поново је на пријесто Јерменије постављен Риму подобан владар. Тако се римски утицај на Јерменију и даље задржао, упркос поразу у бици код Барбалиса, 253. године. Али нешто касније, крајем 3. вијека, Рим је поново имао контролу над Јерменијом, у којој је неодступно вршио христијанизацију.
Малу Јерменијu је ујединио са Великом Јерменијом краљ Тиридат III, 287. године. Врло кратко вријеме је била под влашћу сасанидског владара Шапура II током 337. године. У вријеме Диоклецијанове владавине постала је римска провинција. У 4. вијеку је подијељена у двије провинције: Арменију Приму (Armenia Prima), која је обухватала већи дио Мале Јерменије, укључујући и град Севастију, и Арменију Секунду (Armеnia Secunda), која је обухватала град Мелитену и све јужне области која су биле додате Малој Јерменији, с изузетком Катаоније, која је била спојена са Кападокијом Секундом.
Становништво области остало је јерменско, али се постепено романизовало. Од 3. вијека многи јерменски војници били су у римској војсци: касније — у 4. вијеку — чинили су двије римске легије: I јерменску легију и II јерменску легију.
Године 536. цар Јустинијан I реорганизовао је провинцијску управу; Арменија Прима и Арменија Секунда преименоване су у Арменију Секунду и Арменију Терцу, док су дијелови њихових области били додијељени осталим јерменским провинцијама. Границе византијског дијела Јерменије прошириле су се 591. године на Персијску Арменију. Ова област је била поприште деценијских ратова између Ромејског и Сасанидског царства (византијско-персијски ратови), све до арапског освајања Јерменије, 639. године. Након тога, дио Мале Јерменије који је остао под византијском контролом (у мањем обиму) постао је дио теме Арменијака.
Велики број византијских царева, војсковођа, патријараха, чиновника и уметника били су етнички Јермени. Од VI до XI века, из низа од преко 50 царева, око 30 (60 %) њих је имало јерменско поријекло. Цар Ираклије био је чак миафизита, као и други цар Јерменин — Филипик. Света царица Теодора и њен син Михаило III происходили су од јерменске властелинске породице Мамикоњани. Такође, јерменско поријекло имали су и многи други византијски аристократски родови, међу којима и Лакапини, Куркуаси, Гавраси, Зауци итд. Јерменско, или дјелимочно јерменско поријекло имали су сви византијски императори од Василија I до Василија II (867—1025).
Послије преузимања јерменске престонице Ани, 1045. године, Ромејско царство се шири на исток. Тим чином пропада и династија Багратида, бар она грана која је владала Јерменијом; друга грана Багратида управљала је Грузијом све до 19. вијека. За Јерменију наступа смутно вријеме — с једне стране ромејски цар Константин IX Мономах прогоном монофизита, јеретика осуђених на 4. васељенском Сабору у Халкидону, настоји да у новоприпојеној области успостави православље, док са друге стране пријетњу чине чести упади Селџука.

## Монголски и османски утицај
Послије битке код Манцикерта, 1071. године, Мала Јерменија, као у осталом и готово цијели малоазијски дио ромејског царства, пала је у руке Селџука. Ово је довело до катастрофалног положаја јерменског народа: наступа вишевијековни процес изгнања и принудне емиграције Јермена из своје историјске постојбине.
Потом је Мала Јерменија била дио монголског царства током 92 године. Под Отоманским царством је од краја 15. вијека све до сада.

## Новија историја
Мала Јерменија традиционално се сматра дијелом Западне Јерменије, посебно након што је послије Руско-персијског рата, 1826—1828 године, Руска империја овладала Источном Јерменијом.
Један број Јермена и даље живи на том подручју, иако су под османским утицајем прешли у ислам, углавном у 17. вијеку.
Хришћанско јерменско становништво Мале Јерменије непрекедно је живјело на том подручју све до геноцида над Јерменима 1915—1923 године. Крајем 19. и почетком 20. вијека (дјелимично и током Првог свјетског рата) по читавом Отоманском царству, а посебно у Западној Јерменији вршено је масовно истребљење Јерменског становништва.
У периоду 1915—1917 године практично је сва територија Западне Јерменије била повраћена од стране руске војске (види Кавкаски поход). Године 1918. на дијелу историјске Источне Јерменије образована је Прва Република Јерменија, територија која је касније била раздијељена између Турске и Совјетског Савеза према Московском договору 1921. године.